# 맥스 라이트
맥스 라이트(Max Wright, 1943년 8월 2일 ~ 2019년 6월 26일)는 미국의 배우이다.

## 출연 작품
- 배틀타임트랩: 초시공간여행